# Kaysone Phomvihane
Kaysone Phomvihane o Kaison Phomvihān (Na Seng, 13 de diciembre de 1920 - Vientián, 21 de noviembre de 1992) fue un político laosiano que fue el líder del Partido Popular Revolucionario de Laos desde 1955 hasta su muerte, y fue el primer primer ministro de la República Democrática Popular de Laos de 1975 a 1991, año en que se convierte en Presidente de Laos, hasta su muerte.
Kaysone es considerado como el fundador de la República Democrática Popular de Laos. Su retrato aparece en la mayoría de los billetes de kip laosiano y el gobierno laosiano, inmediatamente después de su muerte, gastó millones de dólares para la construcción de una tumba de oro en Vientián. Kaysone estaba casado con Thongvinh Phomvihane, nunca tuvieron hijos, pero adoptaron.

## Biografía
Kaysone nació con el nombre de Nguyễn Cai Song  (aunque también utilizó el nombre de Nguyễn Trí Mưu durante un breve periodo en la década de 1930) en la aldea de Na Seng, distrito de Khanthabouli, Indochina francesa (actual Savannakhet, provincia de Savannakhet, Laos). Su padre, Nguyễn Trí Loan, era Vietnamita y su madre, Nang Dok, era Lao. Tenía dos hermanas: Nang Souvanthong, que vivía en Tailandia, y Nang Kongmany, que vivía en Estados Unidos.
Kaysone estudió derecho en la Universidad de Indochina en Hanói, con Nouhak Phoumsavanh.  Abandonó la carrera de Derecho para luchar contra los colonialistas franceses que estaban en Vietnam. Más tarde, se unió al movimiento Pathet Lao, que también luchaba contra los colonialistas franceses.
Se convirtió en un revolucionario activo mientras estudiaba en la capital indochina de Hanói (actual capital de Vietnam) durante la década de 1940. El Ejército Popular de Liberación de Laos (LPLA) fue creado por Kaysone Phomvihane el 20 de enero de 1949. Fue ministro de Defensa del Gobierno de la Resistencia (del Neo Lao Issara) desde 1950. En 1955 contribuyó a la creación del LPRP en Sam Neua, en el norte de Laos, y posteriormente fue el líder del Pathet Lao. Durante varios años, se mantuvo en un segundo plano, y el "Príncipe Rojo" Souphanouvong fue la figura del Pathet Lao. En los años siguientes, dirigió las fuerzas comunistas contra el Reino de Laos y las fuerzas estadounidenses. 
Kaysone salió de las sombras en diciembre de 1975, poco después de que el Pathet Lao tomara Vientián, y se hizo con el control del país. En una Conferencia Nacional de Representantes del Pueblo que se inauguró el 1 de diciembre, Kaysone declaró la abolición de la monarquía y el establecimiento de una república. Al día siguiente, a propuesta del presidente Kaysone, la Conferencia Nacional aceptó la abdicación del rey Sisavang Vatthana, abolió la monarquía y proclamó la República Democrática Popular de Laos. Kaysone nombró a Souphanouvong como primer presidente, y Kaysone fue nombrado primer ministro. Ocupó ese puesto hasta convertirse en presidente en 1991, cargo que mantuvo hasta su muerte en 1992. Se casó con Thongvinh Phomvihane.
Bajo el mandato de Kaysone, el proceso de demarcación de la frontera entre Laos y Vietnam comenzó en 1977 y terminó en 2007. Según periodistas occidentales, la línea fronteriza entre Laos y Vietnam está "muy cerca" de la frontera de 1945 entre Laos y Tonkin y Annam, respectivamente.
Según Vatthana Pholsena, profesor adjunto de Estudios del Sudeste Asiático en la Universidad Nacional de Singapur y autor del libro "Post-war Laos", Kaysone Phomvihane era el máximo responsable político de la RPL, y un hombre fuerte. Creó la provincia de Sekong para honrar a la minoría del sur por su apoyo en el esfuerzo bélico.
Kaysone murió en la capital de Laos, Vientián. Tras la muerte de Kaysone, el gobierno de Laos construyó un museo en su honor en Vientián, financiado parcialmente por Vietnam.
En 2012, sus cenizas incineradas fueron trasladadas desde su lugar de descanso original al recién construido Cementerio Nacional.

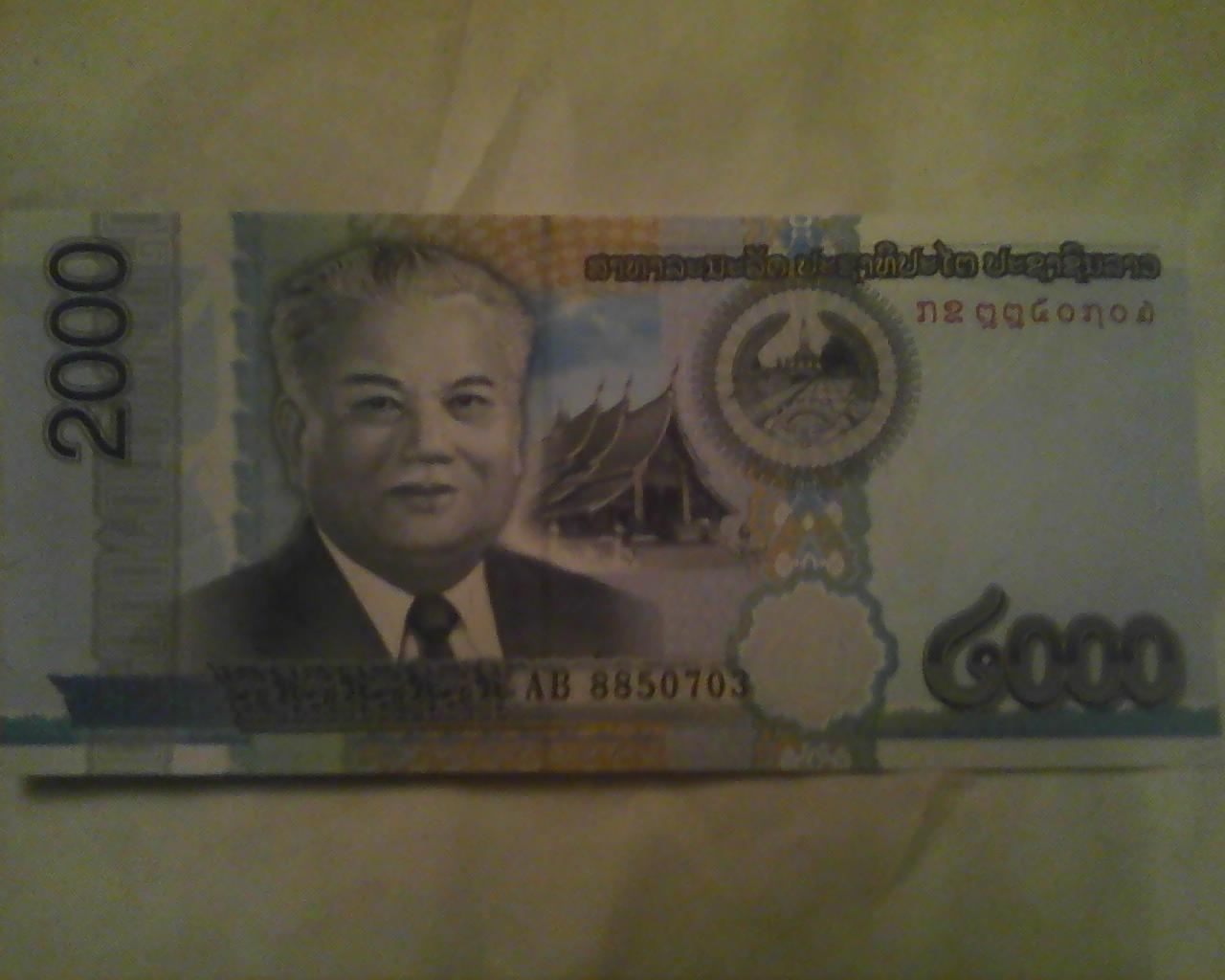
Kaysone Phomvihane en un billete de 2000 Kip de 2011

## Familia
Su hijo menor, Sanyahak Phomvihane, fue elegido miembro del Comité Central del LPRP en el 8.º Congreso del LPRP y fue ascendido a general de división a la edad de 40 años en 2008. Sin embargo, sufrió una muerte prematura, a los 45 años, el 19 de julio de 2013. Su hijo mayor, Xaysomphone Phomvihane (nacido el 10 de octubre de 1954), fue presidente del Frente Lao de Construcción Nacional y actualmente ocupa el cargo de Presidente de la Asamblea Nacional. Su otro hijo, Santiphap Phomvihane, es actualmente gobernador de la provincia de Savannakhet.

## Honores en el extranjero
- Tailandia: Caballero de la Orden del Rajamitrabhorn
- Cuba: Gran Cruz de la Orden de José Martí[8]
- Vietnam: Orden de la Estrella de Oro
- Filipinas: Gran Collar de la Orden de Sikatuna
- Indonesia: Estrella de la República de Indonesia, 1.ª clase
- Austria: Gran Estrella de la Orden al Mérito de la República de Austria
- Unión Soviética:
  - Orden de Lenin
  - Orden de la Amistad de los Pueblos